# Šentlovrenc
Šentlovrenc – wieś w Słowenii, w gminie Trebnje. W 2018 roku liczyła 150 mieszkańców.